# Jüdische Gemeinde Domažlice
Die Jüdische Gemeinde in Domažlice (deutsch Taus), einer Stadt im Bezirk Okres Domažlice in Tschechien, bestand bis 1941.

## Geschichte
Es gab im 14. Jahrhundert drei jüdische Familien in Domažlice.
Sie hatten einen Friedhof in der Nähe des Ortsteils Havlovice, südwestlich von Domažlice, an dessen Stelle sich heute ein Obstgarten befindet.
Seit 1541 war Juden der Aufenthalt in Domažlice durch ein Privileg König Ferdinands I. verwehrt.
Erst unter Joseph II. konnten sich Juden wieder in Domažlice ansiedeln.
In den  1860er Jahren zogen aus der Umgebung mehrere jüdische Familien nach Domažlice, die zunächst eine religiöse Gemeinschaft bildeten. 1873 entstand in Domažlice eine eigenständige jüdische Kultusgemeinde mit Betsaal, Elementarschule und Friedhof.
1940 gab es eine erste Verhaftungsaktion unter den Tauser Juden durch die faschistischen deutschen Besatzer. 1942 wurden die verbleibenden jüdischen Bewohner von Domažlice ins KZ Theresienstadt und von dort in die Vernichtungslager im besetzten Polen verschleppt.
Nach Ende des Zweiten Weltkrieges kehrten 20 Juden nach Domažlice zurück, die aber keine jüdische Gemeinde gründeten.

## Gemeindeentwicklung
Anzahl der in Domažlice wohnenden Juden seit 1850:
| Jahr       | Juden bzw. jüdische Familien |
| ---------- | ---------------------------- |
| 1850       | 3 jüdische Familien          |
| 1857       | 22 Juden                     |
| 1873       | 180 Juden                    |
| um 1880/90 | 150 Juden                    |
| um 1910    | 20 Familien                  |
| 1930       | 70 Juden                     |
| 1942       | 33 Juden                     |

## Synagoge
Die Synagoge in Domažlice wurde in den 1880er Jahren errichtet. Ein Wirtschaftsgebäude wurde zu diesem Zweck umgebaut.
Das benachbarte barocke Haus war Sitz des Rabbinats. Im Jahr 1938 wurden die Gebäude verkauft und in den Jahren 1939 bis 1940 zerstört.
Die Synagoge stand an der Benešova Ecke Komenského. Heute (2014) steht dort ein neu erbautes Haus, bezeichnet mit der Nummer 12.

## Jüdischer Friedhof

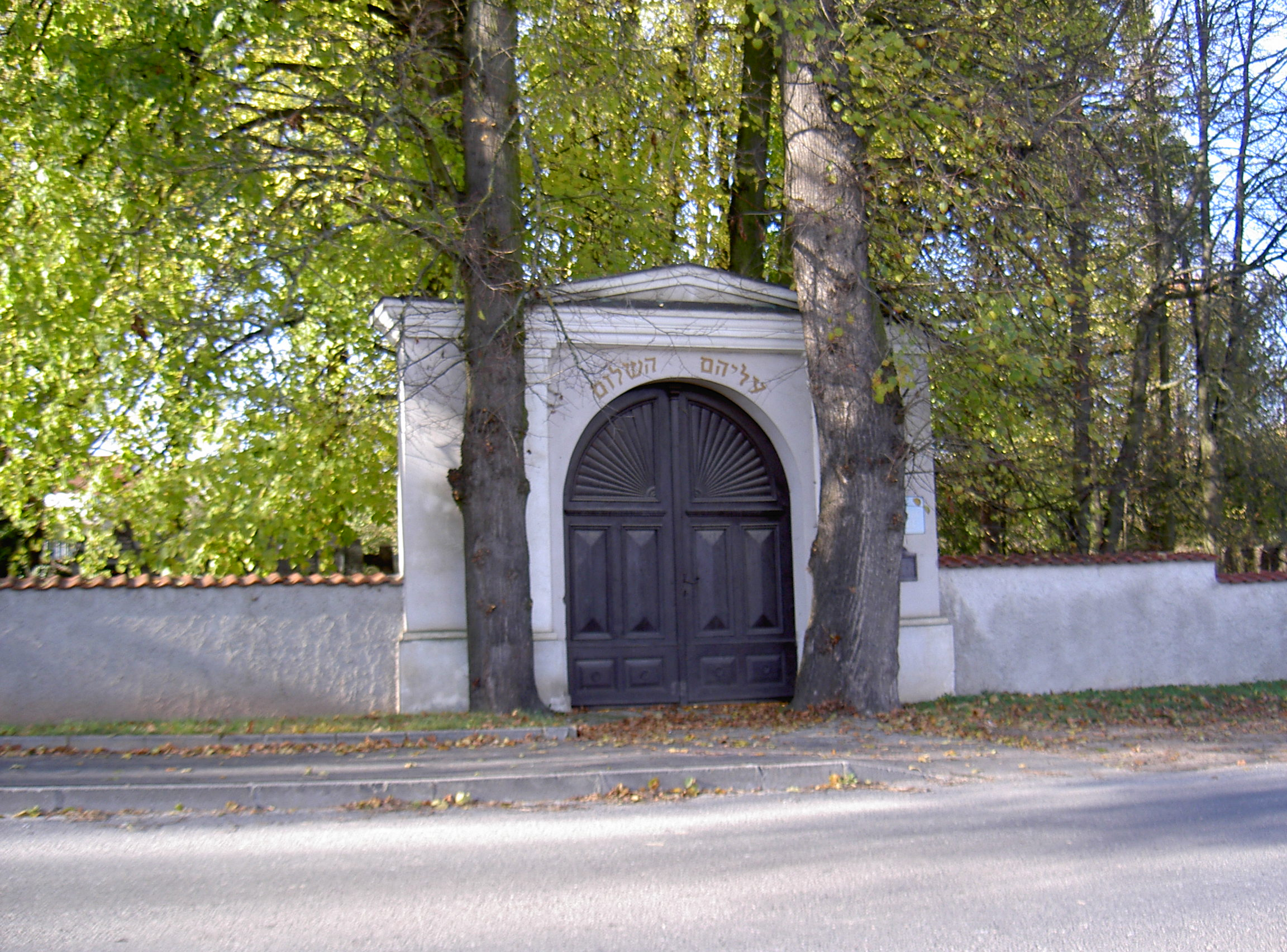
Eingangstor des Jüdischen Friedhofs Domažlice

Um 1500 gab es einen jüdischen Friedhof südöstlich von Domažlice bei Havlovice.
Seit 1890 befindet sich der heute (2014) noch erhaltene und genutzte jüdische Friedhof am nördlichen Stadtrand von Domažlice an der ulice Prokopa Velikého (Prokop-der-Große-Straße).